# My Universe
My Universe is een Engels en Koreaans nummer van de Britse rockband Coldplay en de Zuid-Koreaanse popgroep BTS. Het nummer werd uitgebracht op 24 september 2021, via Parlophone en Atlantic Records, als de tweede officiële single van Music of the Spheres, het negende studioalbum van de groep Coldplay. In de VS werd het nummer een primeur om als eerste nummer van een Britse groep die nummer één te debuteren in de Billboard Hot 100 van de Verenigde Staten.  
My Universe werd positief ontvangen door critici. Het nummer werd uiteindelijk het meest gedownloade nummer van 2021 van een groep in hun thuisland. Het bereikte ook de nummer één in Hongarije, Maleisië en Singapore en de top tien in Australië, België, Canada, India, Ierland en Zuid-Korea

## Videoclip
De officiële videoclip, geregisseerd door Dave Meyers, werd uitgebracht op 30 september 2021 en toont beide groepen die optreden op verschillende futuristische planeten (Floris, Calypso en Supersolis).

## Live
Coldplay en BTS speelden My Universe voor het eerst samen tijdens de American Music Awards 2021 op 21 november in het Microsoft Theater in Los Angeles. Op 2 december trok Chris Martin naar een concert van BTS in Inglewood, Californië om het nummer uit te voeren tijdens hun stadionconcert.

## NPO Radio 2 Top 2000
| Nummer met noteringen in de NPO Radio 2 Top 2000 | '22  | '23  | '24  |
| ------------------------------------------------ | ---- | ---- | ---- |
| My Universe                                      | 1019 | 1185 | 1884 |

1. ↑  Een vetgedrukt getal geeft de hoogste notering aan.
2. ↑  2022 was het eerste jaar met een notering voor dit nummer.

## Awards en nominaties
| Jaar | Award ceremonie              | Categorie                                | Resultaat   |
| ---- | ---------------------------- | ---------------------------------------- | ----------- |
| 2021 | People's Choice Awards       | Videoclip van 2021                       | Genomineerd |
| 2021 | Melon Music Awards           | Beste samenwerking                       | Gewonnen    |
| 2021 | Mnet Asian Music Awards      | Beste samenwerking                       | Genomineerd |
| 2021 | Mnet Asian Music Awards      | Hit van het jaar                         | Genomineerd |
| 2021 | MTV Video Music Awards Japan | Beste video - samenwerking               | Gewonnen    |
| 2021 | NRJ Music Awards             | Internationale samenwerking van het jaar | Gewonnen    |
| 2022 | Gaon Chart Music Awards      | Song of the Year – September             | Gewonnen    |
| 2022 | NME Awards                   | Best samenwerking                        |             |